# 張聰淵
張聰淵 （英語：Zhang Congyuan，1948年—），是台灣企業家，宏福實業（宏福集團）、宏福集團旗下中山華利實業（中山華利集團）創辦人，曾經是台灣首富。

## 生平
張聰淵在1948年出生於今臺南市後壁區。起初在雲林縣斗六市的代工鞋廠工作。從1990年代，生產重心移往中國大陸，於廣東省中山市設立集團總部，並將業務拓展到越南、緬甸及多明尼加等，在多明尼加投資3500萬美元（約新台幣10億元），獲得該國總統費爾南德斯接見。宏福是全球第二大製鞋廠，更是加硫鞋（帆布鞋）第一大鞋廠，在全球擁有近15萬名員工，長期替Nike、Vans、Converse等品牌代工，產值逾1500億，年產量超過1.6億雙鞋。
2022年4月5日，張聰淵以117億美元淨資產位居第163名。